# Stade Demba Diop
Het Stade Demba Diop is een multifunctioneel stadion in Dakar, de hoofdstad van Senegal. In Dakar ligt het aan de Boulevard Président Habib Bourguiba, in de wijk Sicap-Liberté. In het stadion kunnen 15.000 toeschouwers.

## Gebruik
Het stadion wordt vooral gebruikt voor voetbal. Verschillende voetbalclubs spelen hier hun thuiswedstrijden. Het gaat om ASC Diaraf, AS Douanes Dakar, US Gorée, US Ouakam en ASC Xam-Xam. Ook zijn er in dit stadion concerten, politieke bijeenkomsten en worstelwedstrijden. In 1979 werd dit stadion gebruikt voor Afrikaanse Kampioenschappen atletiek. 

## Naam
Het is vernoemd naar Demba Diop, een Senegalese politicus die onder president Léopold Sédar Senghor minister van Sport was. Deze politicus werd vermoord op 3 februari 1967.

## Ramp 2017
In juli 2017 stortte een deel van het stadion in, daarbij kwamen minimaal 8 mensen om en waren er ook gewonden. Stade de Mbour en Union Sportive Ouakam speelden op dat moment de verlenging van de bekerfinale. Er ontstonden rellen en door de paniek klommen probeerden mensen van de tribune af te klimmen, daardoor begaf deze het waarschijnlijk.